# Phaffomyces opuntiae
Phaffomyces opuntiae är en svampart som först beskrevs av Starmer, Phaff, M. Miranda, M.W. Mill. & J.S.F. Barker, och fick sitt nu gällande namn av Y. Yamada 1997. Phaffomyces opuntiae ingår i släktet Phaffomyces och familjen Phaffomycetaceae.   Inga underarter finns listade i Catalogue of Life.